# Station Wapping
Station Wapping is een station van London Overground aan de East London Line. Het station, dat in 1869 is geopend, ligt in de wijk Wapping in de borough Tower Hamlets in Oost-Londen. Het station is gebouwd in de oorspronkelijke schacht aan het einde van de Thames Tunnel.

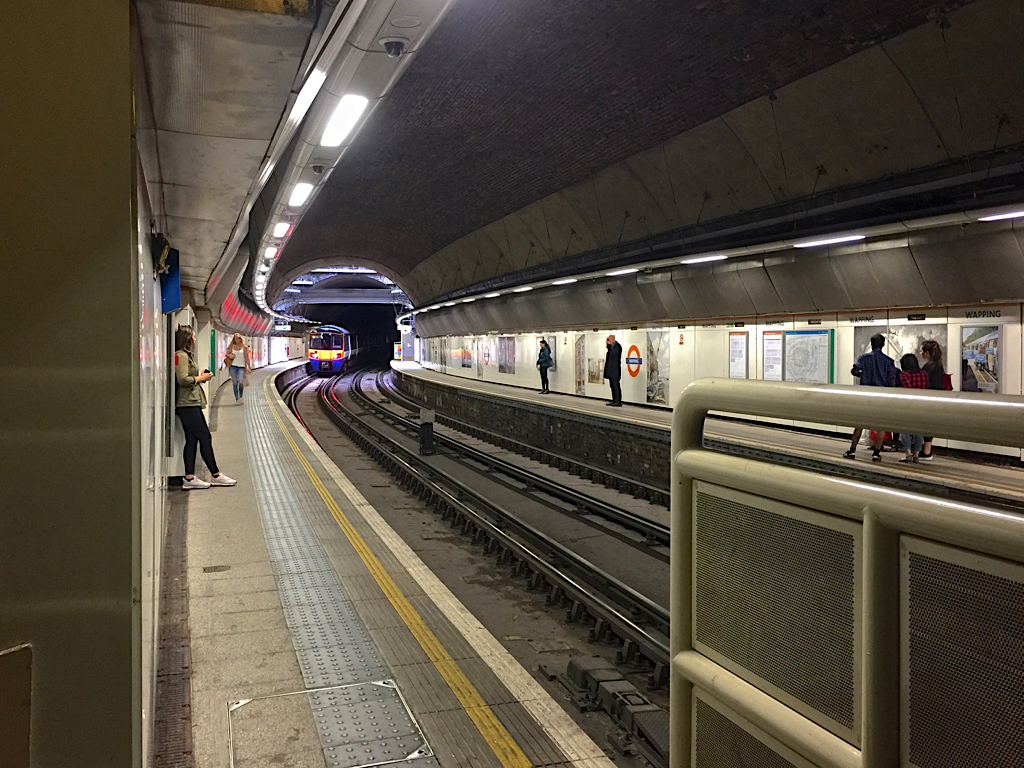
Trein van London Overground

Shoreditch · Whitechapel · Shadwell · Wapping · Rotherhithe · Canada Water · Surrey Quays · New Cross · New Cross Gate 